# John Goss

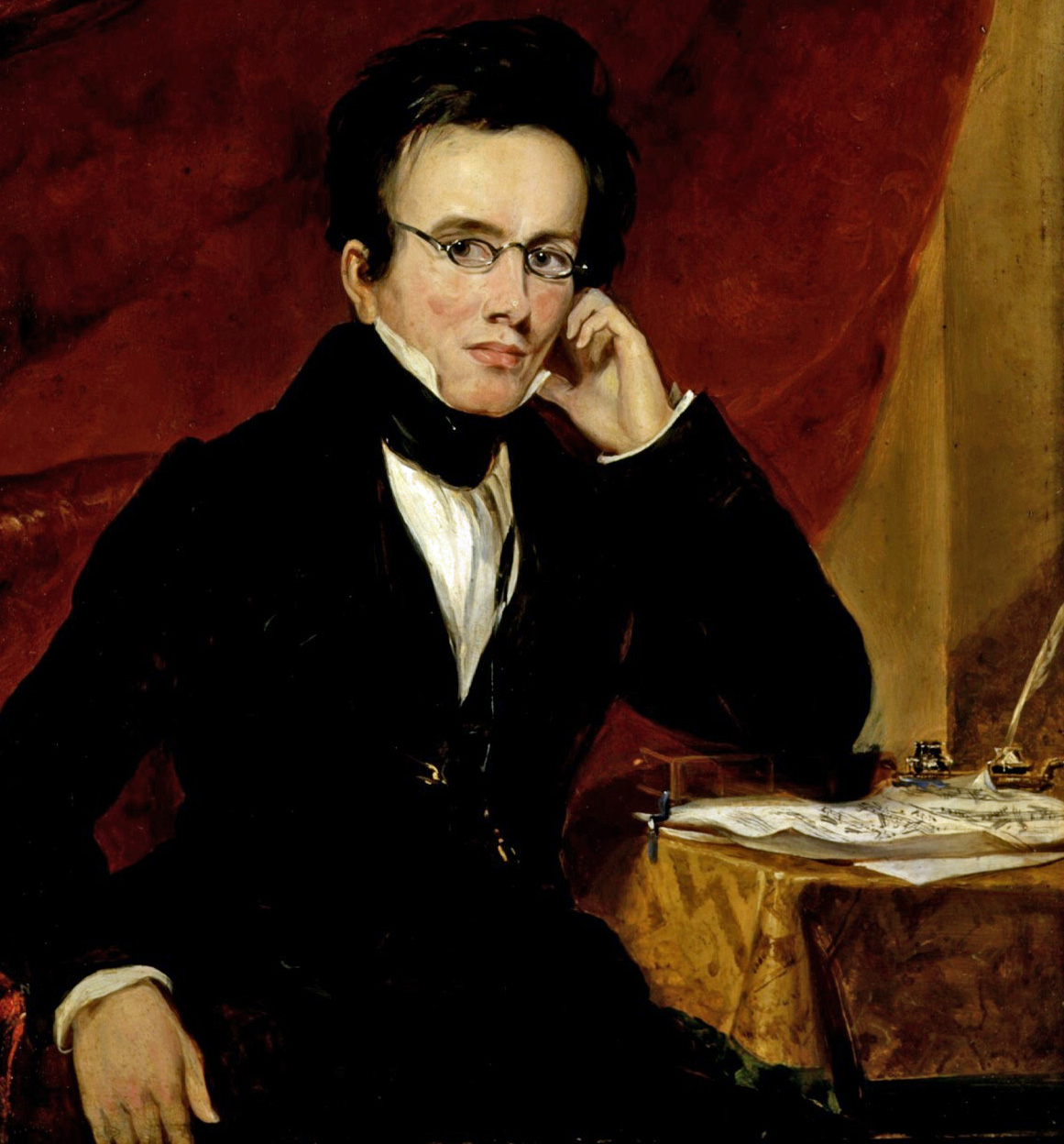
John Goss

Sir John Goss (* 27. Dezember 1800 in Fareham; † 10. Mai 1880 in London) war ein englischer Organist und Komponist.

## Leben
Goss studierte bei Thomas Attwood und wurde 1838 dessen Nachfolger als Organist an St Paul’s Cathedral. Zu Goss’ eigenen Schülern zählen Arthur Sullivan und Frederic Hymen Cowen. 
Als Komponist wirkt er durch seine Beiträge zur anglikanischen Kirchenmusik nach. Lieder wie O Saviour of the World und Praise, my Soul, the King of Heaven werden in englischen Kirchen, auch bei Feiern der Königsfamilie, bis heute gern gesungen und beeindrucken deutsche Hörer durch ihre hymnische Feierlichkeit.
Am 19. März 1872 wurde er als Knight Bachelor zum Ritter geschlagen.